# Malpractice
Malpractice to piąty solowy album rapera Redmana. Zakwalifikowany na #4 miejscu na liście The Billboard 200. Osiągnął status złota już 21 lipca 2001 roku. Płytę promowały dwa single "Let's Get Dirty (I Can't Get In Da Club)" oraz "Smash Sumthin'".

## Lista utworów
| #  | Tytuł                                      | Autorzy tekstów                                                          | Producent/ci                         | Wykonawca/y                                         |
| -- | ------------------------------------------ | ------------------------------------------------------------------------ | ------------------------------------ | --------------------------------------------------- |
| 1  | "Roller Coaster Malpractice (Intro)"       | R. Noble, A. Fenton, G. Forbes                                           | Adam F, Da Mascot                    | Adam F, G. Forbes, Redman                           |
| 2  | "Diggy Doc"                                | R. Noble, E. Sermon, T. Curry, G. Clinton Jr.                            | Erick Sermon                         | Redman                                              |
| 3  | "Lick A Shot"                              | R. Noble, E. Sermon                                                      | Erick Sermon                         | Redman                                              |
| 4  | "Let's Get Dirty (I Can't Get In Da Club)" | R. Noble, J. Bowman, D. Stinson                                          | Rockwilder                           | DJ Kool, Redman                                     |
| 5  | "WYKA (Drop)"                              |                                                                          | Da Mascot                            | Nadja Green Parker, Redman                          |
| 6  | "2-Way Madness (Skit)"                     |                                                                          | Da Mascot                            | *Interlude*                                         |
| 7  | "Real Niggaz"                              | R. Noble, B. Jordan, A. Kriss, N. Phillips, J.C. Phillips, E. Sermon     | Erick Sermon                         | Icarus, Mally G, Redman, Scarface, Treach           |
| 8  | "Uh-Huh"                                   | R. Noble, A. Wailoo                                                      | Saukrates                            | Redman                                              |
| 9  | "Da Bullshit"                              | R. Noble, N. Phillips, E. Sermon                                         | Erick Sermon                         | Icarus, Redman                                      |
| 10 | "Who Wants to Fuck a Millionaire (Skit)"   | Tanisha Green, Nadja Green Parker & Anitra Edmond                        | Da Mascot                            | *Interlude"                                         |
| 11 | "Enjoy Da Ride"                            | R. Noble, C. Smith, P. Charles, A. Wailoo, W. Stewart,                   | Diverse                              | Method Man, Redman, Saukrates, Street Life          |
| 12 | "Jerry Swinger Stickup (Skit)"             |                                                                          | Da Mascot                            | *Interlude*                                         |
| 13 | "J.U.M.P."                                 | R. Noble, E. Sermon                                                      | Erick Sermon                         | George Clinton, Redman                              |
| 14 | "Muh-Fucka"                                | R. Noble, R. Grant, W. Lovette, J. Moore, C. Redd, C. Truesdale, K. Nash | DJ Twinz                             | Redman                                              |
| 15 | "Bricks Two"                               | R. Noble, E. Sermon                                                      | Erick Sermon                         | D-Don, Double O, Redman, Roz, Shooga Bear, Pace One |
| 16 | "Wrong 4 Dat"                              | R. Noble, K. Murray, E. Sermon                                           | Erick Sermon                         | Keith Murray, Redman                                |
| 17 | "Judge Juniqua (Skit)"                     | Tanisha Green, Nadja Green Parker & Shaunta Clark                        | Da Mascot                            | *Interlude*                                         |
| 18 | "Dat Bitch"                                | R. Noble, M. Elliot, G. Shury, B.T. Green                                | Da Mascot                            | Missy Elliott, Redman                               |
| 19 | "Doggz II"                                 | R. Noble, E. Simmons, G.M. Shider, D.L. Spradley, G. Clinton Jr.         | Da Mascot                            | DMX, Redman                                         |
| 20 | "Whut I'ma Do Now"                         | R. Noble, D. Stinson                                                     | Rockwilder                           | Redman                                              |
| 21 | "Soopaman Luva 5, Pt. 1"                   | R. Noble, E. Sermon, C. Mayfield                                         | Erick Sermon                         | Redman                                              |
| 22 | "Soopaman Luva 5, Pt. 2"                   | R. Noble                                                                 | Da Mascot                            | Redman                                              |
| 23 | "Smash Sumthin'"                           | R. Noble, A. Fenton                                                      | Adam F, DJ Destruction (co-producer) | Adam F, Redman                                      |

## Sample
Diggy Doc
- "Doc And The Dr." - The D.O.C.

Muh-Fucka
- "Soul Train" - The Manhattans

Dat Bitch
- "Devils Gun" - C.J. & Co

Doggz II
- "Get At Me" - DMX
- "Atomic Dog" - Parliament

Sooperman Luva 5 Pt.1
- "He's A Fly Guy" - Curtis Mayfield